# Bucarest Challenger 2001
Il Bucarest Challenger 2001, noto come Ipsos Bucharest Challenger 2001 per motivi di sponsorizzazione, è stato un torneo professionistico maschile di tennis facente parte della categoria ATP Challenger Series nell'ambito dell'ATP Challenger Series 2001. Il torneo si è giocato a Bucarest in Romania dal 28 maggio al 3 giugno 2001 su campi in terra rossa.

## Vincitori

### Singolare
Irakli Labadze ha battuto in finale  Emilio Benfele Álvarez con il punteggio di 6–4, 6–2

### Doppio
Mark Merklein /  Paul Rosner hanno battuto in finale  Ionuț Moldovan /  Jurij Ščukin con il punteggio di 6–4, 6–4